# Ján Dzúrik
Ján Dzúrik (sinh 18 tháng 7 năm 1993) là một tiền vệ bóng đá Slovakia hiện tại thi đấu cho câu lạc bộ Fortuna Liga 1. FC Tatran Prešov.

## Sự nghiệp câu lạc bộ

### 1. FC Tatran Prešov
Dzúrik ra mắt tại Fortuna Liga cho 1. FC Tatran Prešov trước MFK Ružomberok ngày 16 tháng 7 năm 2016.